# 메릴랜드주 (라이베리아)

메릴랜드주

메릴랜드주(영어: Maryland County)는 라이베리아 남동부에 위치한 주로 주도는 하퍼이며 면적은 2,297km2, 인구는 13,604명(2008년 인구 조사 기준), 인구 밀도는 59.4명/km2이다. 서쪽으로는 그랜드크루주, 북쪽으로는 리버지주와 접하며 동쪽으로는 코트디부아르와 국경을 접한다. 7개 구를 관할한다. 1857년 메릴랜드 공화국이 라이베리아에 병합되면서 신설되었으며 주 이름은 미국 메릴랜드주에서 유래된 이름이다.